# Ingo Steinhöfel
Ingo Steinhöfel (Plauen, RDA, 29 de mayo de 1967) es un deportista alemán que compitió para la RDA en halterofilia.
Participó en cinco Juegos Olímpicos de Verano, entre los años 1988 y 2004, obteniendo una medalla de plata en Seúl 1988, en la categoría de 75 kg, el quinto lugar en Barcelona 1992, el sexto en Atlanta 1996 y el séptimo en Sídney 2000.
Ganó tres medallas en el Campeonato Mundial de Halterofilia entre los años 1987 y 1994, y dos medallas en el Campeonato Europeo de Halterofilia, plata en 1997 y bronce en 1989.

## Palmarés internacional
| Representando a la RDA   |                          |                   |           |
| Juegos Olímpicos         |                          |                   |           |
| Año                      | Lugar                    | Medalla           | Categoría |
| 1988                     | Seúl (Corea del Sur)     | Medalla de plata  | 75 kg     |
| Campeonato Mundial       |                          |                   |           |
| Año                      | Lugar                    | Medalla           | Categoría |
| 1987                     | Ostrava (Checoslovaquia) | Medalla de bronce | 75 kg     |
| 1989                     | Atenas (Grecia)          | Medalla de bronce | 82,5 kg   |
| Campeonato Europeo       |                          |                   |           |
| Año                      | Lugar                    | Medalla           | Categoría |
| 1989                     | Atenas (Grecia)          | Medalla de bronce | 82,5 kg   |
| Representando a Alemania |                          |                   |           |
| Campeonato Mundial       |                          |                   |           |
| Año                      | Lugar                    | Medalla           | Categoría |
| 1994                     | Estambul (Turquía)       | Medalla de plata  | 76 kg     |
| Campeonato Europeo       |                          |                   |           |
| Año                      | Lugar                    | Medalla           | Categoría |
| 1997                     | Rijeka (Croacia)         | Medalla de plata  | 76 kg     |